# IC 4377
IC 4377 ist eine linsenförmige Galaxie vom Hubble-Typ S0-a? im Sternbild Paradiesvogel. Sie ist schätzungsweise 109 Millionen Lichtjahre von der Milchstraße entfernt.
Das Objekt wurde am 20. Juni 1900 von DeLisle Stewart entdeckt.